# Décennie 1950 aux échecs
 Chronologie des échecs - 1950-1959

## Année 1950
- László Szabó remporte le tournoi de Hastings

- Jan Hein Donner remporte le tournoi de Beverwijk

- David Bronstein remporte le tournoi des candidats à Budapest en battant Issaak Boleslavski au départage.

- Paul Keres remporte le 18e championnat d'URSS

- La championne du monde d'échecs est Lioudmila Roudenko, le titre étant vacant depuis le décès de Vera Menchik en 1944.

- La Yougoslavie remporte l'Olympiade de Dubrovnik devant l'Argentine et la RFA

- La Fédération internationale des échecs instaure le titre de grand maître international et l'attribue à 27 joueurs : Botvinnik, Boleslavski, Bondarevski, Bronstein, Euwe, Fine, Flohr, Keres, Kotov, Lilienthal, Najdorf, Reshevsky, Smyslov, Ståhlberg, Szabó, Bernstein, Duras, Grünfeld, Kostić, Levenfish, Maróczy, Mieses, Ragozine, Rubinstein, Sämisch, Tartakover et Vidmar.

## Année 1951
- Mikhaïl Botvinnik conserve son titre de champion du monde face à David Bronstein (12-12)
- Herman Pilnik remporte le tournoi de Beverwijk
- Nicolas Rossolimo remporte le tournoi de Southsea
- Wolfgang Unzicker remporte le tournoi d'échecs d'Hastings 1950/1951
- Borislav Ivkov remporte le premier championnat du monde junior à Birmingham
- Paul Keres remporte le 19e championnat d'URSS à Moscou
- La FIDE crée le titre d'arbitre international
- Décès de Géza Maróczy à Budapest

## Année 1952
- Alexandre Kotov remporte le tournoi interzonal de Saltsjöbaden (Stockholm) devant Tigran Petrossian, Mark Taimanov, Efim Geller, Youri Averbakh, Gideon Ståhlberg, Laszlo Szabo, Svetozar Gligorić
- Max Euwe remporte le tournoi de Beverwijk
- Svetozar Gligorić remporte le tournoi d'Hastings 1951/1952
- Mikhaïl Botvinnik remporte le 20e championnat d'URSS à Moscou (après un match de départage contre Mark Taïmanov, en mars 1953)
- l' Union soviétique remporte l'Olympiade d'Helsinki devant l'Argentine et la Yougoslavie
- Décès de Henri Rinck et d'Efim Bogoljubov

## Année 1953
- Tournoi des candidats de Zurich, remporté par Vassily Smyslov.
- Le tournoi d'Hastings 1952/1953 est remporté par Harry Golombek, Antonio Medina, Jonathan Penrose et Daniel Yanofsky
- Nicolas Rossolimo remporte le tournoi de Beverwijk
- Elisabeth Bykova bat Ludmila Rudenko 9,5-2,5 pour le titre de championne du monde d'échecs
- Óscar Panno remporte le 2e championnat du monde junior à Copenhague

## Année 1954
- Mikhaïl Botvinnik conserve son titre de champion du monde face à Vassily Smyslov (12-12)
- Le tournoi de Beverwijk est remporté par Vasja Pirc et Hans Bouwmeester
- Le tournoi d'Hastings 1953/1954 est remporté par Conel Hugh O'Donel Alexander et David Bronstein
- Union soviétique remporte l'Olympiade d'échecs d'Amsterdam devant l'Argentine et la Yougoslavie
- Youri Averbakh remporte le 21e championnat d'URSS
- Décès de Jacques Mieses et Eugène Znosko-Borovsky

## Année 1955
- Le tournoi d'Hastings est remporté par Paul Keres et Vassily Smyslov
- Borislav Milic remporte le tournoi de Beverwijk
- Nicolas Rossolimo remporte le Championnat d'échecs open des États-Unis à Long Beach devant Samuel Reshevsky
- David Bronstein remporte le tournoi interzonal de Göteborg devant Paul Keres, Óscar Panno, Tigran Petrossian, Efim Geller, Laszlo Szabo, Miroslav Filip, Herman Pilnik, Boris Spassky
- Efim Geller remporte le 22e championnat d'URSS à Moscou
- Boris Spassky devient le champion du monde junior à Anvers

## Année 1956
- Le tournoi de Beverwijk est remporté par Gideon Ståhlberg
- Le tournoi d'Hastings est remporté par Viktor Kortchnoï et Fridrik Olafsson
- Olga Rubtsova devient la nouvelle championne du monde d'échecs en battant Ludmila Rudenko et Elisabeth Bykova en tournoi.
- Le tournoi des candidats d'Amsterdam est remporté par Vassily Smyslov
- Union soviétique remporte l'Olympiade de Moscou devant la Yougoslavie et la Hongrie
- Mark Taimanov remporte le 23e championnat d'URSS à Leningrad
- Bobby Fischer bat Donald Byrne dans la Partie du siècle
- Décès de Xavier Tartakover

## Année 1957
- Vassily Smyslov devient le nouveau champion du monde en battant Mikhaïl Botvinnik 12,5-9,5
- Aleksandar Matanovic remporte le tournoi de Beverwijk
- Le tournoi d'Hastings est remporté par Svetozar Gligorić et Bent Larsen
- Mikhaïl Tal remporte le 24e championnat d'URSS à Moscou
- William Lombardy devient le nouveau champion du monde junior à Toronto
- Union soviétique remporte le 1er championnat d'Europe d'échecs des nations à Vienne, devant la Yougoslavie et la Tchécoslovaquie
- Bobby Fischer remporte l'US Open à 14 ans
- Décès d'Oldrich Duras

## Année 1958
- Max Euwe et Jan Hein Donner remportent le tournoi de Beverwijk
- Paul Keres remporte le tournoi d'Hastings 1957/1958
- Mikhaïl Tal remporte le tournoi interzonal de Portorož devant Svetozar Gligorić, Tigran Petrossian, Pal Benko, Bobby Fischer, Fridrik Olafsson
- Mikhaïl Botvinnik récupère le titre de champion du monde en battant Vassily Smyslov 12,5-10,5.
- Elisabeth Bykova reprend le titre de championne du monde d'échecs en battant Olga Rubtsova en match.
- Bobby Fischer se qualifie pour le tournoi des candidats et devient le plus jeune grand maître international à 15 ans et 6 mois, un record qui ne sera battu que 33 ans plus tard par Judit Polgár
- L' Union soviétique remporte l'Olympiade de Munich devant la Yougoslavie et l'Argentine
- Mikhaïl Tal remporte le 25e championnat d'URSS à Rīga

## Année 1959
- Fridrik Olafsson remporte le tournoi de Beverwijk
- Wolfgang Uhlmann remporte le tournoi d'Hastings
- Elisabeth Bykova conserve le titre de championne du monde d'échecs face à Kira Zvorykina.
- Mikhaïl Tal remporte le tournoi des candidats de Bled
- Tigran Petrossian remporte le 26e championnat d'URSS à Tbilissi
- Carlos Bielicki devient le champion du monde junior à Münchenstein
- Décès d'Alexander Rueb, premier Président de la FIDE (1924-1949).